# ステファヌス9世 (ローマ教皇)
ステファヌス9世と呼ばれることがあるローマ教皇は2人存在する。「ステファヌス」の名を持つ教皇の代数に関する歴史的経緯はステファヌス (教皇選出者)#「教皇ステファヌス」とその代数を参照。
1. ステファヌス9世 (在位:939年-942年)→ステファヌス8世 (ローマ教皇) を参照。
2. ステファヌス9世 (在位:1057年-1058年)→ステファヌス9世 (10世)とも書かれる。

本項では、現在教皇庁および『教皇庁年鑑』が正式に認めている、1057年に即位した人物について扱う。
ステファヌス9世（Stephanus IX、? - 1058年3月29日）は、第154代ローマ教皇（在位：1057年8月2日 - 1058年3月29日）。

## 生涯
イタリアで最大勢力を誇っていた神聖ローマ帝国の重臣でロレーヌ公ゴツェロ1世の三男、ロレーヌ公ゴドフロワ3世の弟である。最初はモンテ・カッシーノ修道院の修道士に過ぎなかった。しかし先代の教皇であるウィクトル2世がハインリヒ4世の後見人として行なった外交政策の一環でゴドフロワを取り込もうとした際、彼はカッシーノ修道院長に抜擢され、さらに枢機卿や聖庁尚書院長・司書官に任命された。
この任命よりわずか6週間ほどの1057年7月28日、ウィクトル2世が病死したため、8月2日に新教皇として選出された。
教皇に就任した際、修道院長の職務は兼務した。これは修道院改革を遂行するためだったという。また、後に列聖されるペトルス・ダミアニやフンベルトゥス、ヒルデブランド（後のグレゴリウス7世）ら有能な人材の補佐を受けて改革を断行した。しかしコンスタンティノポリス総主教のミハイル1世を破門して東西教会の分裂を早めるなど、失敗も少なくなかったのも事実である。
1057年夏、ステファヌス9世は幼帝であるハインリヒ4世を廃して兄のゴドフロワ3世を戴冠させようと目論んだ。これはイタリア南部のノルマン人に対抗するためだったという。しかしこの頃から体調を崩しており、ステファヌス9世は次期教皇を選ぶことなく、1058年3月29日にフィレンツェにて死去した。在位7か月と26日。